# Пакистан на Светском првенству у атлетици у дворани 2018.
Пакистан је учествовао на 17. Светском првенству у атлетици у дворани 2018. одржаном у Бирмингему од 1. до 4. марта једанаести пут. Репрезентацију Пакистана представљао је један атлетичар, који се такмичио у трци на 60 метара.,
На овом првенству такмичар Пакистана није освојио ниједну медаљу нити је остварио неки резултат.

## Учесници
Мушкарци:
- Умар Кајам Хамид — 60 м

## Резултати

### Мушкарци
| Атлетичар        | Дисциплина | Лични рекорд | Квалификације | Квалификације | Полуфинале           | Полуфинале           | Финале               | Финале       | Детаљи |
| Атлетичар        | Дисциплина | Лични рекорд | Резултат      | Место         | Резултат             | Место                | Резултат             | Место        | Детаљи |
| ---------------- | ---------- | ------------ | ------------- | ------------- | -------------------- | -------------------- | -------------------- | ------------ | ------ |
| Умар Кајам Хамид | 60 м       | 6,89         | 7,06          | 7. у гр. 4    | Није се квалификовао | Није се квалификовао | Није се квалификовао | 39 / 49 (52) |        |